# Monetta (Carolina del Sud)
Monetta è un comune degli Stati Uniti d'America, situato in Carolina del Sud, nella Contea di Aiken e in parte nella Contea di Saluda.